# Alberto Williams
Alberto Williams, né le 23 novembre 1862 à Buenos Aires et mort le 17 juin 1952 dans cette ville, était un pianiste, compositeur de musique classique, professeur de musique et chef d'orchestre argentin.

## Biographie
Alberto Williams naquit dans une famille de musiciens, son grand-père, Amancio Alcorta est un homme politique et un compositeur de musique sacrée. Il fréquenta une école de musique locale dans sa petite enfance dès l'âge de 7 ans et donna bientôt son premier concert public. Il reçut une éducation musicale au conservatoire de Buenos Aires. En 1882, il obtint une bourse d'études du gouvernement argentin, pour étudier la composition musicale au Conservatoire de Paris, où il fut l'élève du pianiste Georges Mathias et des compositeurs César Franck et Benjamin Godard.

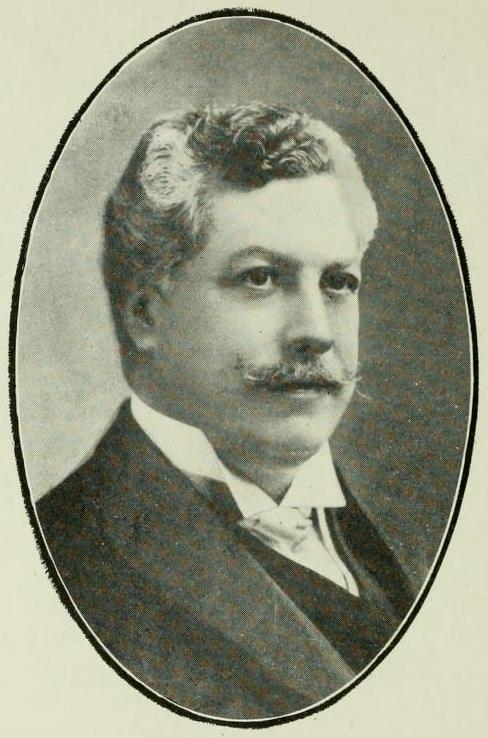
Alberto Williams en 1920.

Revenu en Argentine en 1889, il composa son premier concerto pour piano. Il visita, par la suite, la Pampa et s'inspira du folklore de son pays pour composer également de la musique argentine (milonga et zamba). Il composa ensuite plusieurs sonates, pour piano et violon ainsi que pour piano et violoncelle. Il créa, lui-même les paroles de toutes ses symphonies. Il fut l'auteur de nombreux textes sur la théorie musicale. Enfin il enseigna la composition musicale et eut notamment pour élève Celestino Piaggio

## Œuvres
- Première ouverture de concert op.15 - 1889
- Seconde ouverture de concert op.18 - 1892
- Miniaturas. Première suite op.30 - 1890
- Miniaturas. Seconde suite op.31 - 1890
- Première symphonie en si mineur op.44 - 1907
- Seconde symphonie en do mineur "La bruja de las montañas" op.55 - 1910
- Marche du Centenaire op.56 - 1910
- Troisième symphonie en Fa majeur "La selva sagrada" op.58 -1911
- Poema de las campanas op.60 - 1913 (version pour piano 1912)
- Campanas crepusculare
- Campanas al alba
- Campanas de fiesta en la aldea
- Première Suite argentine pour archet s/opus - 1923
- Seconde Suite argentine pour archet s/opus - 1923
- Troisième Suite argentine pour archet s/opus - 1923
- Poema de los mares australes o.88 - 1933
- Quatrième symphonie en mi bémol majeur "Eli ataja-caminos" op.98 - 1935
- Cinquième symphonie en mi bémol majeur "El corazón de la muñeca" op.100 - 1936
- Sixième symphonie en si majeur "La muerte del cometa" op.102 - 1937
- Septième symphonie en ré "Eterno*reposo" op.103 - 1937
- Huitième symphonie en fa mineur "L* esfinge" op.104 - 1938
- Las milongas de la orquesta op*107 - 1938
- Neuvième symphonie en si bémol "La humorística" op.108 - 1939
- Cortejo Nupcial de los Batracio
- En las charcas y junquillo
- Final
- Poema del Iguazú op.115 - 1943
- Aires de la Pampa, diez nuevas milongas en dos suites op.117 - 1944

## Discographie sélective
- Poema del Iguazú op.115 + Symphonie n°7 "L'Eternel Repos" op. 103: Orquesta Filarmonica de Gran Canaria, direction : Adrian Leaper (1996 / 1 CD ARTE NOVA 74321 43329 2)